# Horb am Neckar
Horb am Neckar je město v bádensko-württemberském zemském okrese Freudenstadt. Leží v severní části pohoří Schwarzwald, v údolí řeky Neckar, asi 50km jihovýchodně od Stuttgartu a 30km severně od Rottweilu. K 31. prosinci 2022 zde žilo 25 752 obyvatel.

## Administrativní členění
Od 1. ledna 1981 bylo město administrativně sloučeno se 17 sousedními obcemi, které vytvořily jeho městské čtvrti, a bylo zařazeno do metropolitního regionu Stuttgart. 

## Historie
Obec se poprvé písemně připomíná k roku 1090 jako Horva (bažina). V polovině 13. století získala prostřednictvím falckrabat z Tübingenu svůj červenobílý znak, roku 1294 Horb obdržel městská práva a hrad s vesnicí byl lénem hrabat z Hohenbergu.

## Památky
- Věž Schurkenturm, bergfrít ze 13. století, pozůstatek zbořeného hradu Hohenburg
- Kostel Sv. Kříže založen ve 13. století, původně patřil ke klášteru dominikánů; jeho věž je dominantou města; gotická oltářní archa, interiér s barokními freskami a barokními varhanami
- Kostel sv. Pantaleona v místní části Dettlingen, gotický
- Kostel Narození Panny Marie v místní části Altenheim, gotické síňové trojlodí s cenným vnitřním zařízením
- Radnice v Altenheimu

## Rodáci
- Veit Stoss (1447–1533) – německý sochař a řezbář pozdní gotiky
- Martin Gerbert (1720–1793) – teolog, historik a muzikolog; opat kláštera Sankt Blasien
- Berthold Auerbach (1812–1882) – spisovatel a překladatel židovského původu
- Markus Flaig (* 1971) – operní pěvec, basbarytonista

## Galerie

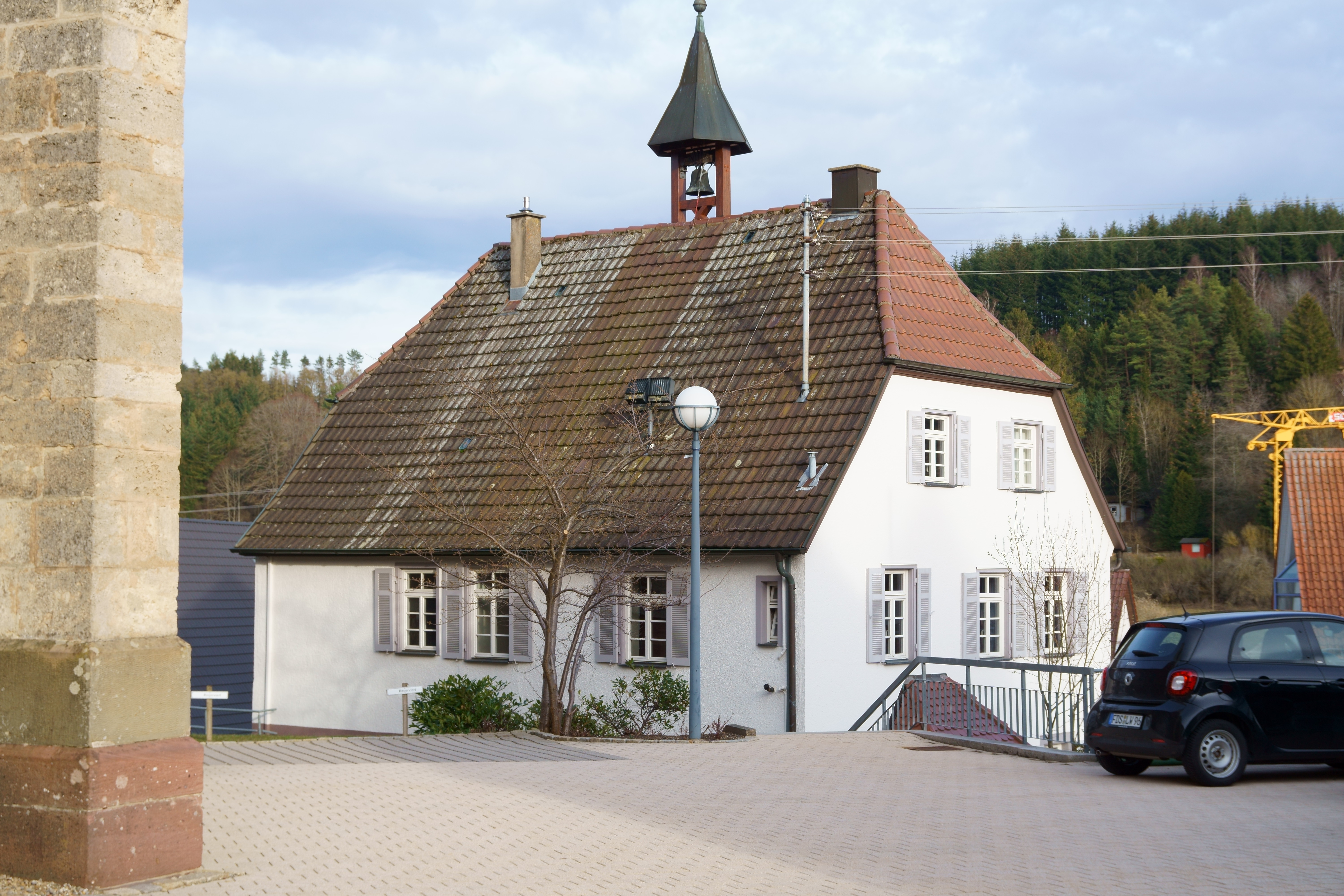
Radnice v Altheimu
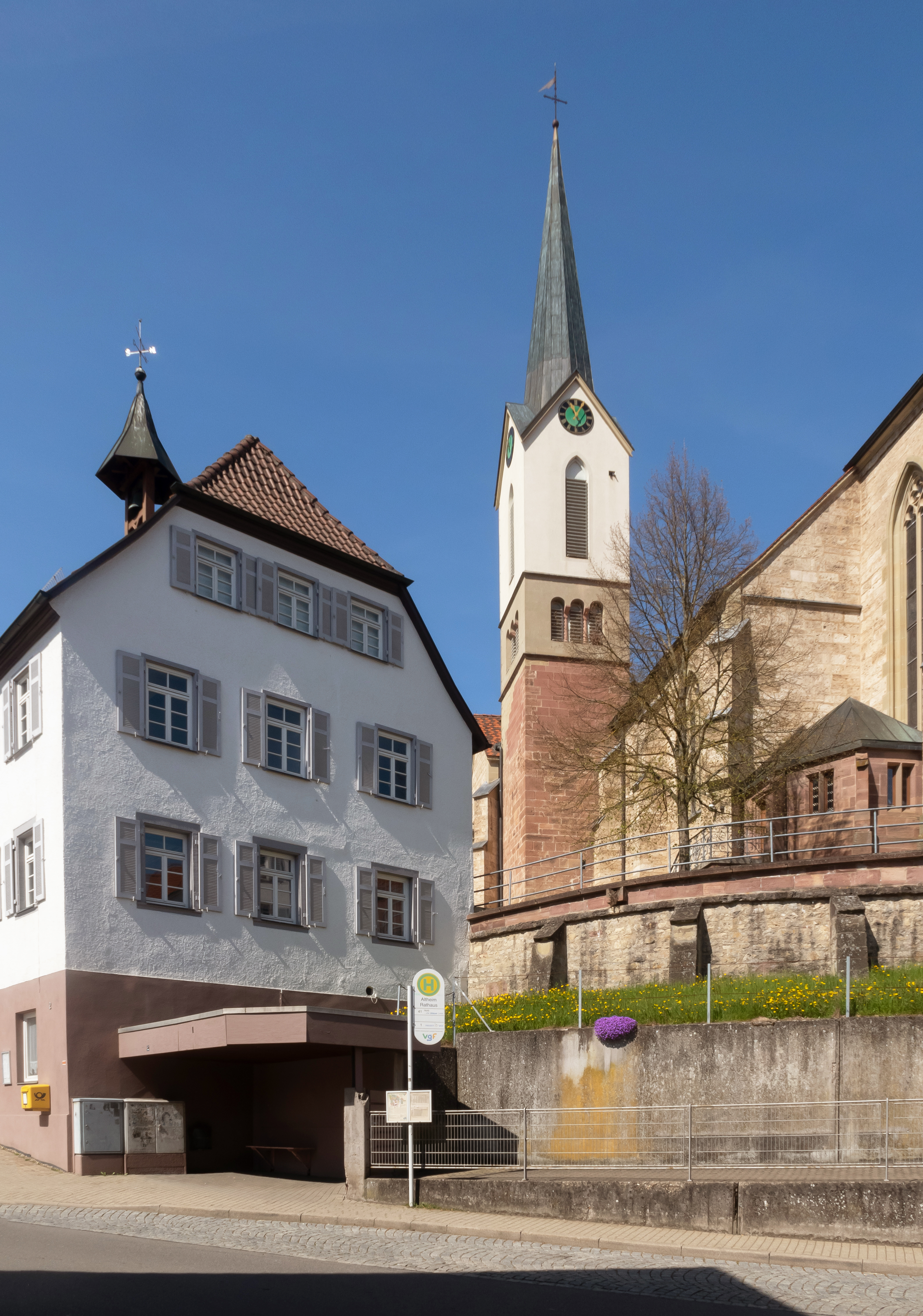
Kostel s radnicí v Altheimu
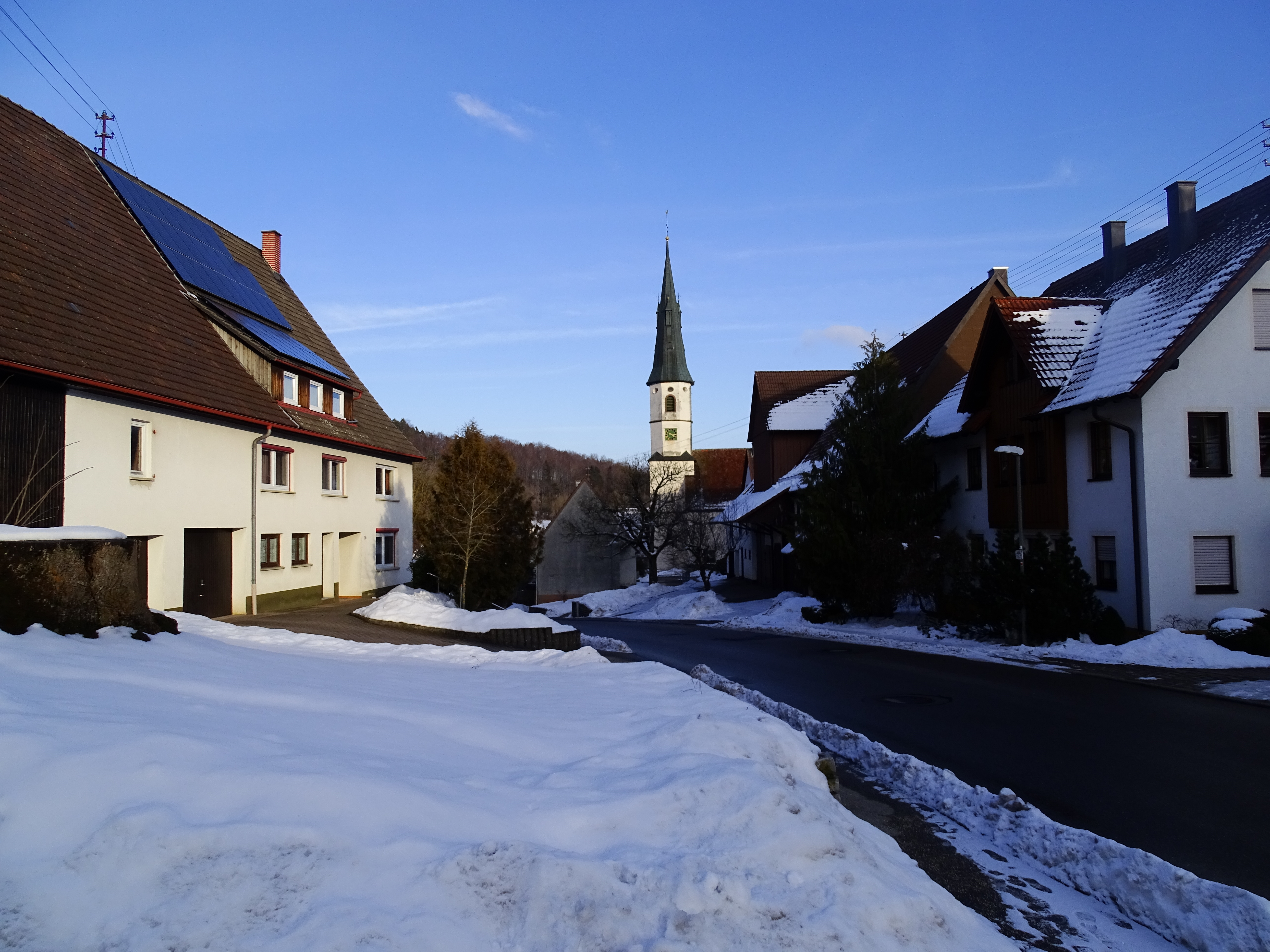
Dettlingen s věží kostela
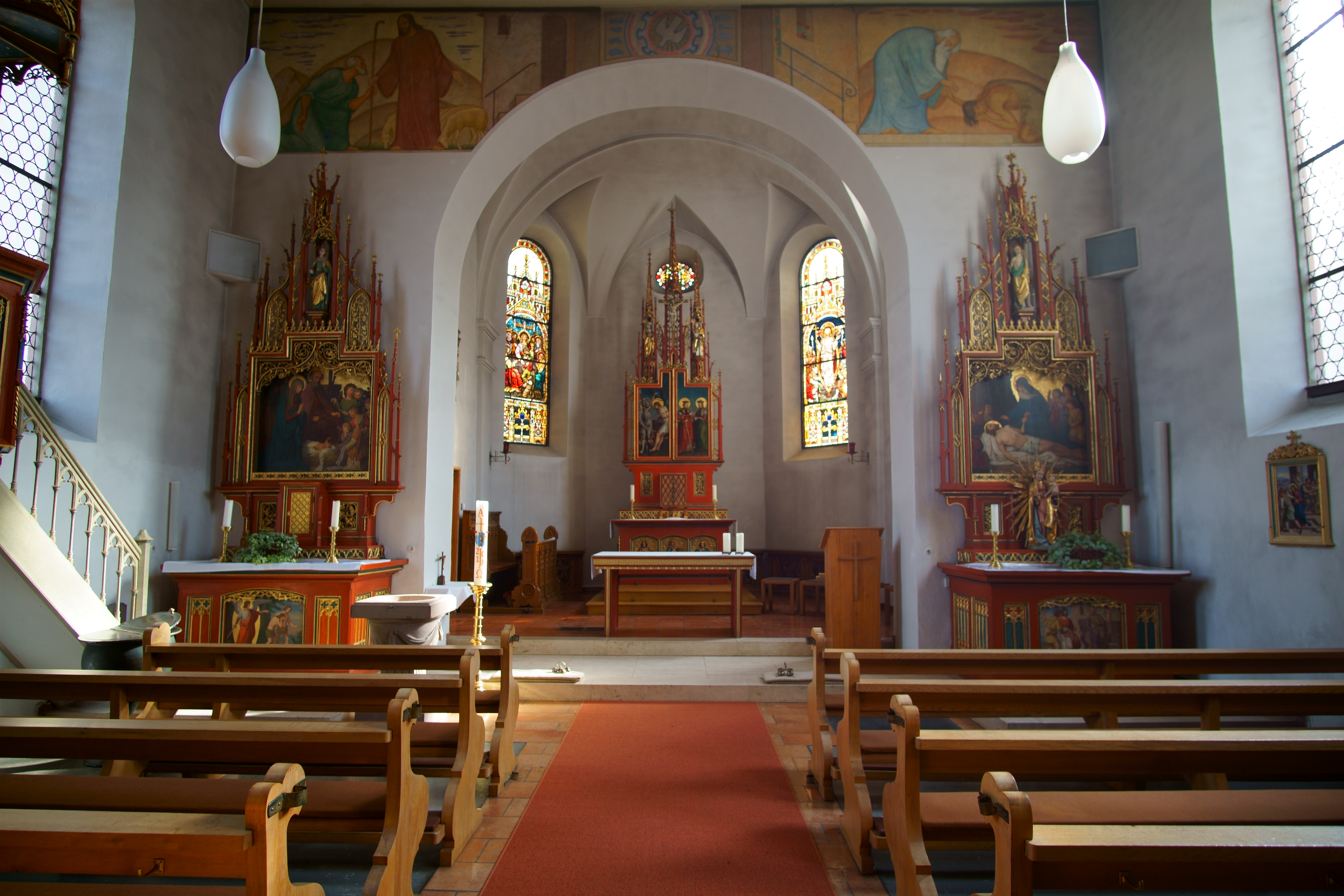
Kostel sv. Pantaleona v Dettlingenu
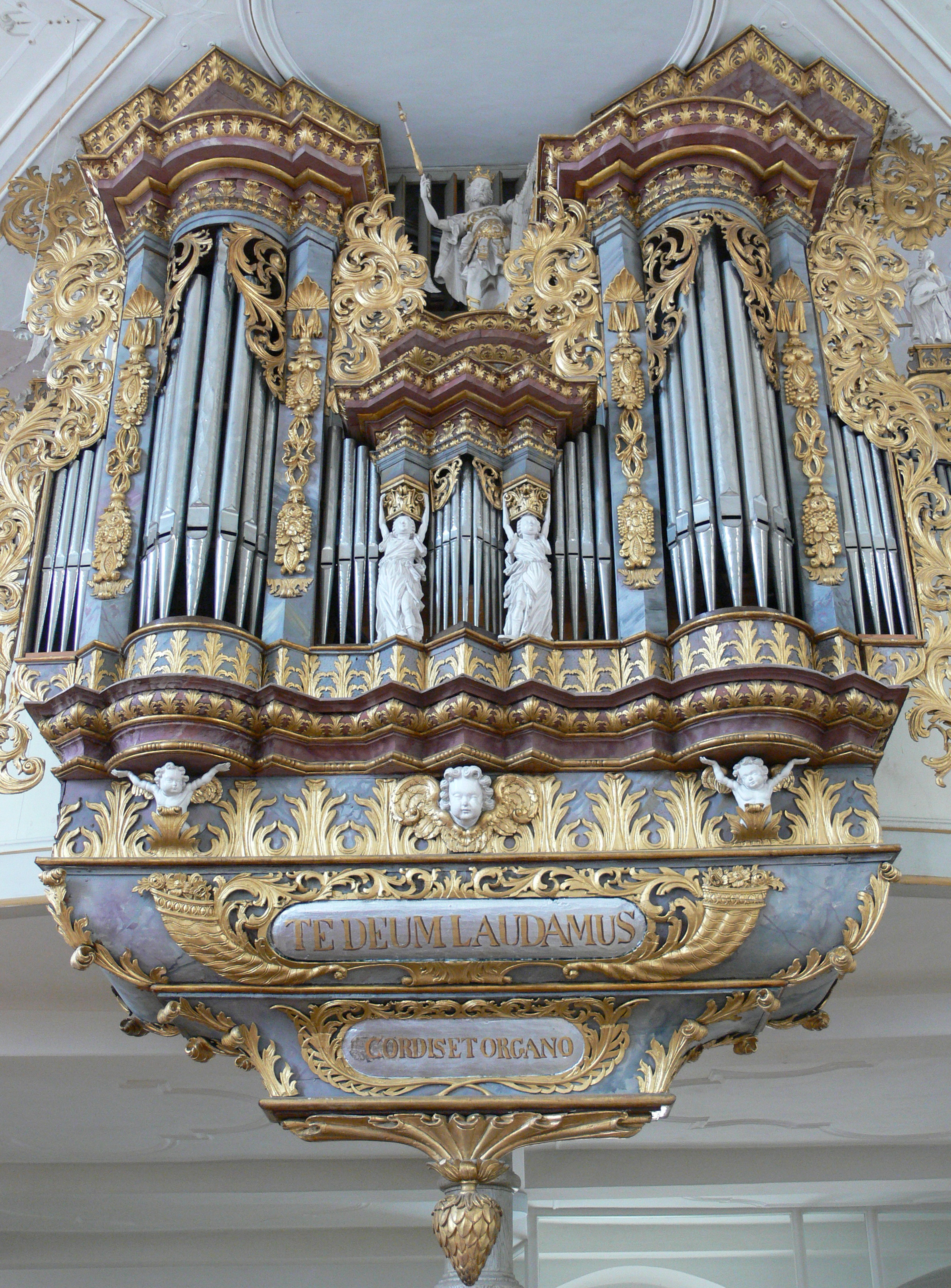
Varhany kostela v Horbu
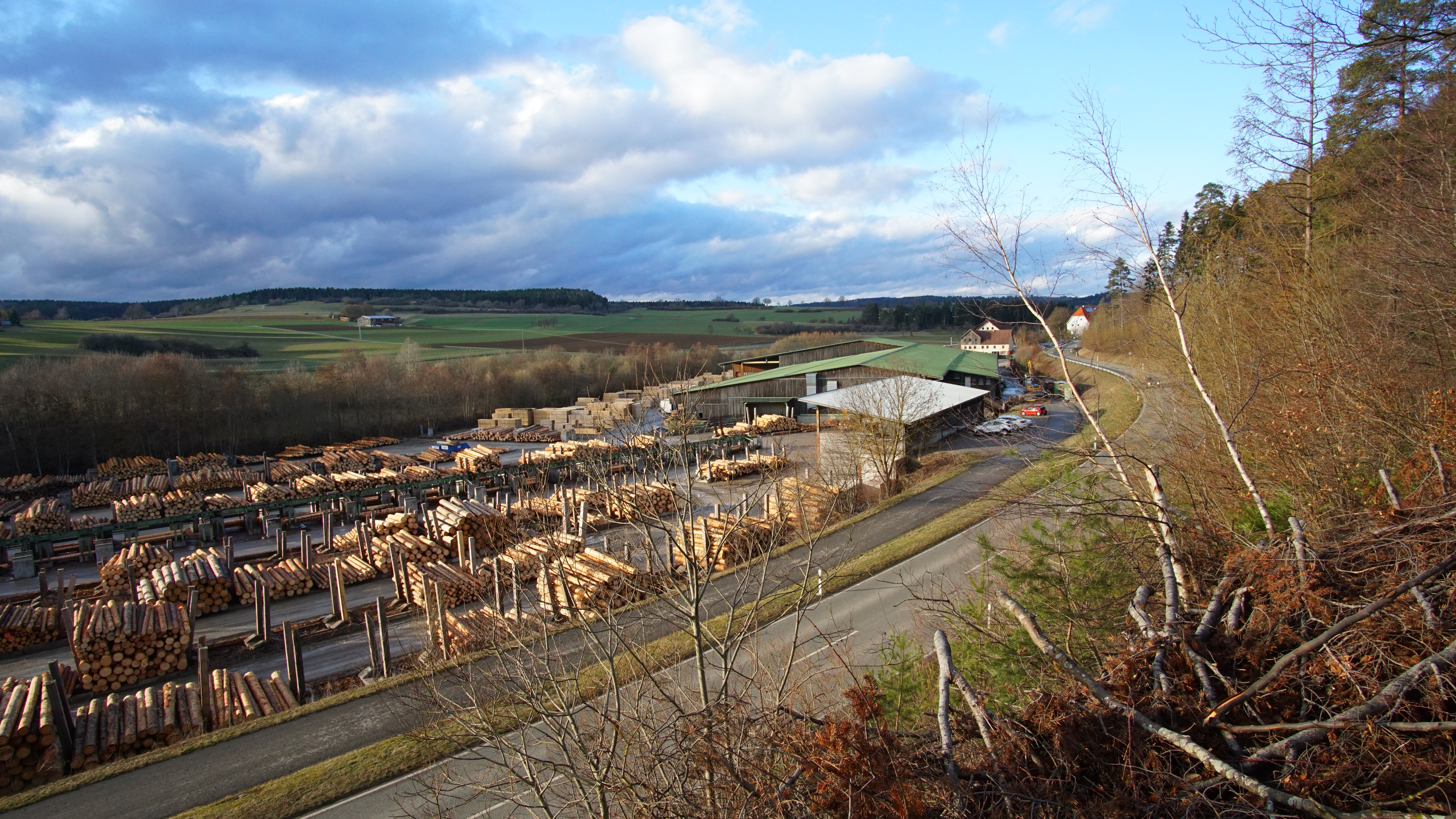
Grünmettstetten
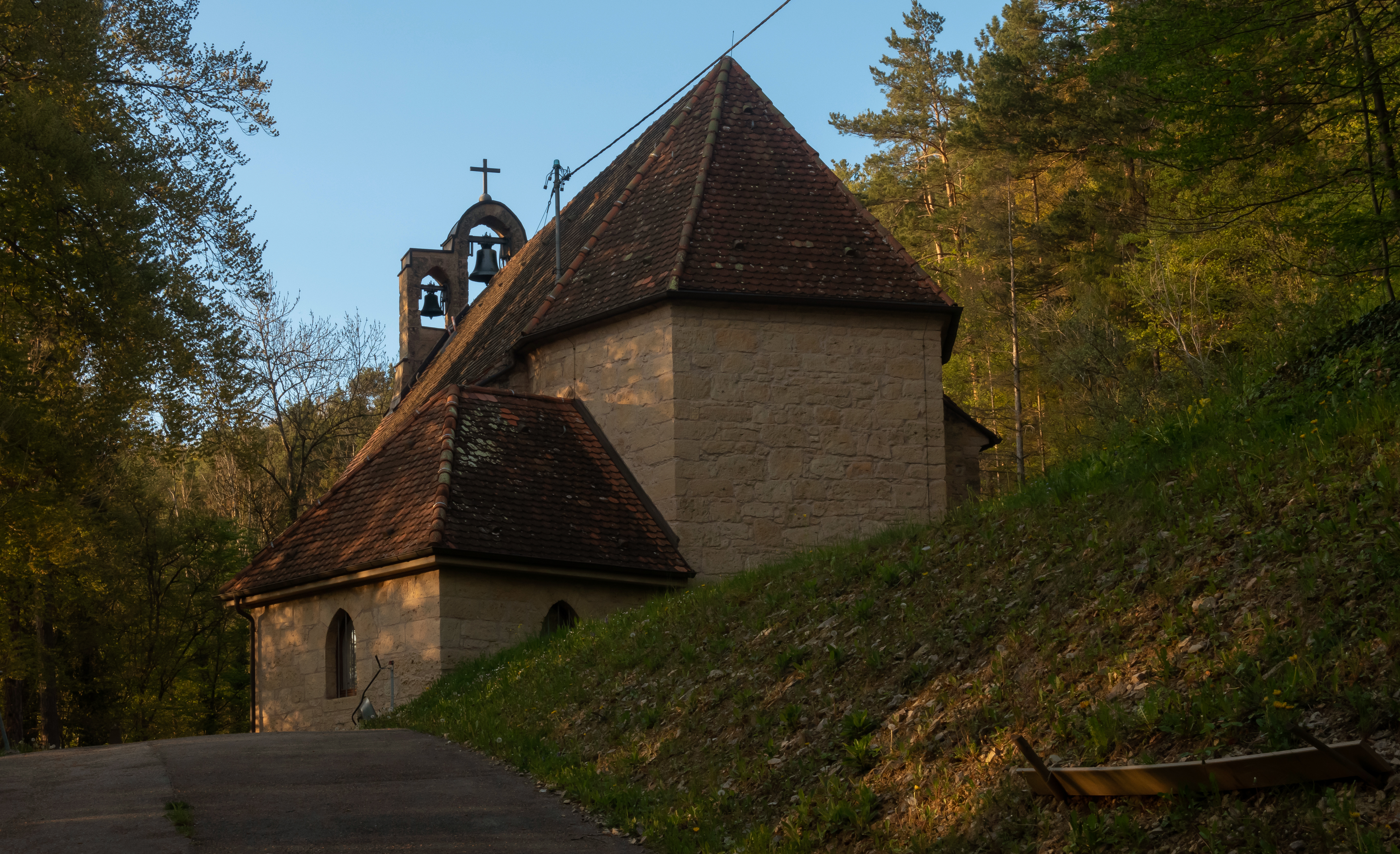
Kaple v Isenburgu